# Краснозоринский курганный могильник в Подонцовье

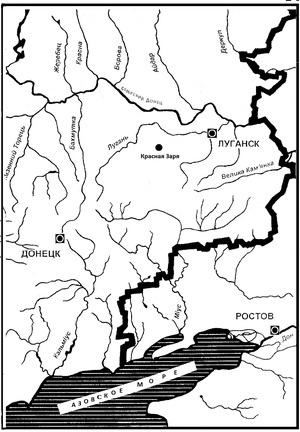
Размещение курганного могильника у Красной Зари в Подонцовье

Краснозоринский курганный могильник – стратифицированный комплексный погребальный памятник, содержащий археологические свидетельства материальной и духовной культуры древнего населения бассейна Северского Донца на протяжении раннего, среднего и позднего бронзового веков. Расположен у с. Красная Заря Перевальского района Луганской области. Большинство исследованных в курганах древних захоронений относятся к ямной и катакомбной культурно-историческим общностям. Материалы раскопок хранятся в Луганском краеведческом музее.

## Общая характеристика могильника
Курганная группа из восьми насыпей располагалась в ряд в широтном направлении на первой надпойменной террасе правого берега реки Белая (приток реки Лугань правобережья Северского Донца) на западной окраине с. Красная Заря и была сильно повреждена многолетней распашкой. Раскопки осуществлялись в период 1988 – 1990 гг. под руководством С.Н. Санжарова экспедицией Луганской областной организации Общества охраны памятников истории и культуры. В 1990 г. в качестве консультанта в исследованиях принял участие С.Н. Братченко.
Средние высоты курганных насыпей 0,8 – 1 м, диаметры – около 20 м. Лишь курган 6 в центральной части могильника имел высоту 2,5 м и диаметр 40 м. В процессе раскопок курганов выявлено 38 погребений: 5 позднеямных, 10 раннекатакомбных, 1 донецкой катакомбной культуры, 13 позднекатакомбных, 2 финальнокатакобных (раннего периода культуры многоваликовой керамики), 6 срубной культуры и одно впускное позднекочевническое.

## Позднеямные погребения эпохи ранней бронзы
Обнаружены в 4 курганах, в которых являлись основными. Одно впускное позднеямное погребение произведено в курган 6. Насыпи над основными захоронениями имели округлую форму высотой 0,5 – 0,9 м и диаметры около 15 – 20 м. Первичная насыпь над основным погребением кургана 6 в высоту достигала 1,5 м. Абсолютные глубины составляли 1 – 1,6 м. Впускное захоронение в кургане 6 совершено на глубине 3,2 м от поверхности первичной насыпи и сопровождалось мощной подсыпкой толщиной 1 – 1,2 м.
Могильные конструкции имели прямоугольную форму и на уровне древнего горизонта были перекрыты деревянными плахами. Умершие размещены в скорченном положении на спине с разворотом вправо или на правом боку с вытянутыми вдоль туловища руками. Под ними прослежен коричневый тлен – остатки тканей или шкур животных. Ориентированы погребенные в западный, восточный и южный сектора Тела посыпаны порошком красной охры. Инвентарь представлен кремнёвыми отщепами с ретушью.

## Раннекатакомбные захоронения эпохи ранней бронзы

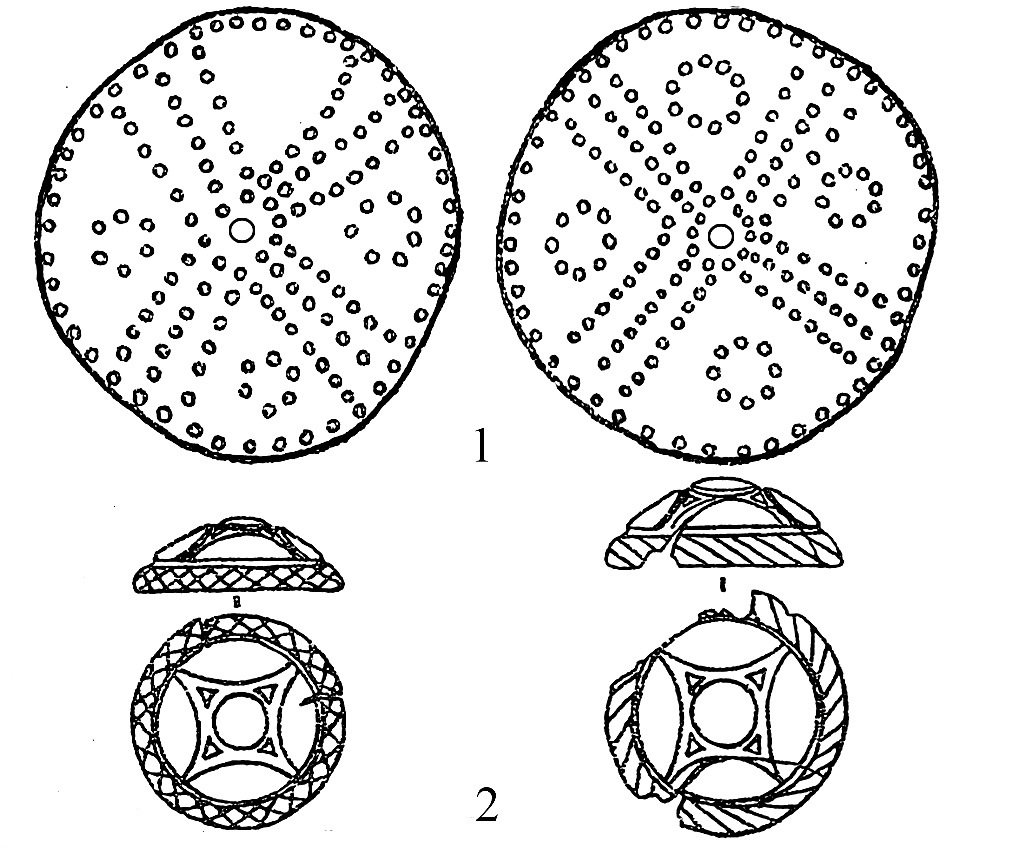
Раннекатакомбные бронзовые (1) и серебряные (2) бляхи из Краснозоринского могильника

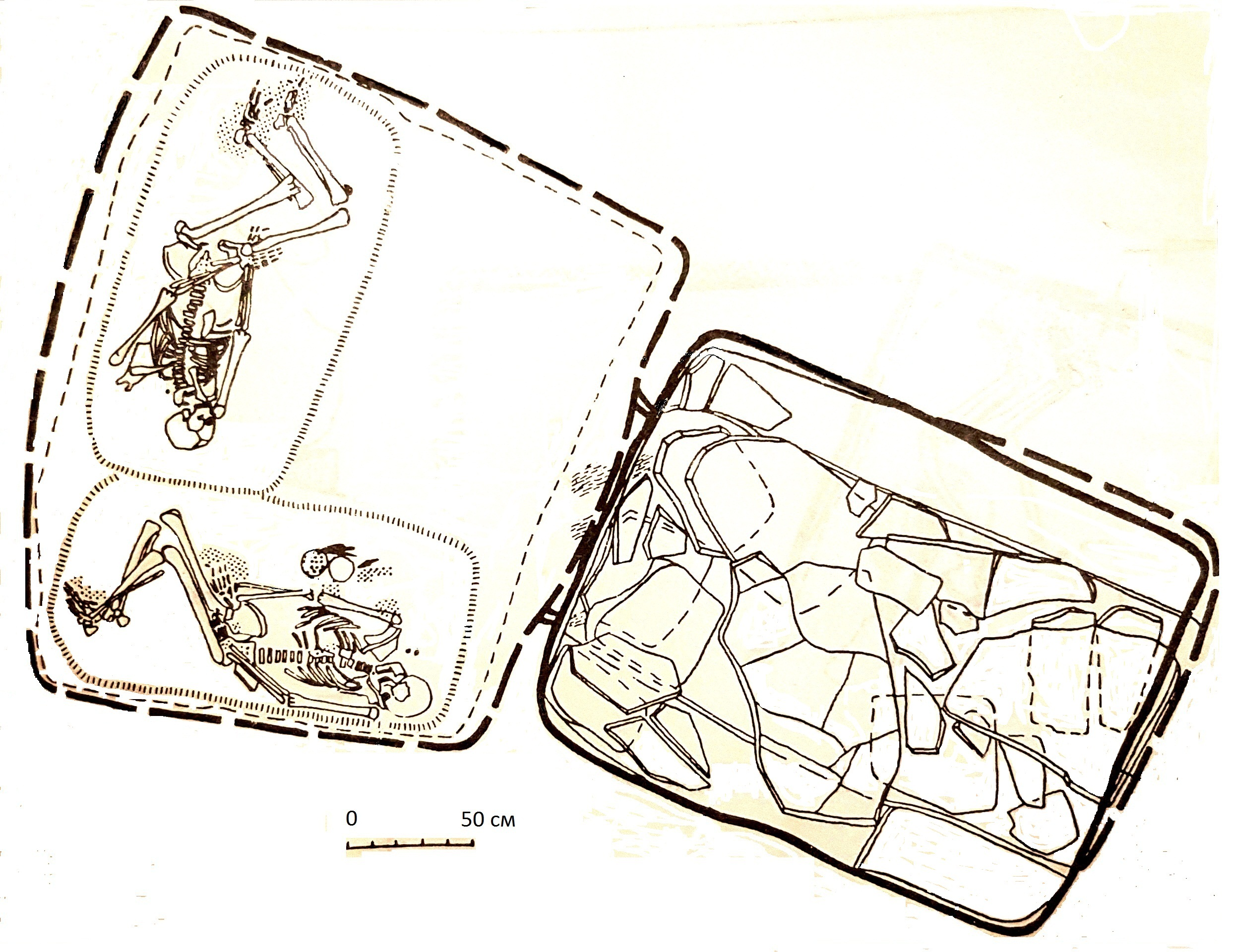
Раннекатакомбное погребение Краснозоринского курганного могильника (курган 6, погребение 6)

Из 10 раннекатакомбных погребений 4 являлись основными и сопровождались возведением курганных насыпей. В кургане 4 основными были сразу две катакомбы, размещенные в ряд в широтном направлении.
Над основными ранними катакомбами возведены первичные насыпи высотой 0,8 - 1.3 м и диаметром около 15 – 20 м. Входные шахты раннекатакомбных погребений имели прямоугольные и овальные формы, погребальные камеры – подпрямоугольные и трапециевидные. Средние размеры входных шахт 2 х 1,5 м, погребальных камер – 2,5 х 1,6 м. Глубины дна камер от древнего горизонта составляли 3,4 – 5,6 м. Нередко шахты снабжены тыльными и боковыми уступами-ступенями и заполнены камнями. Арочные входы в погребальные камеры перекрыты заслонами из вертикальных каменных плит. Осевые линии катакомб преимущественно направлены в широтном направлении, входные отверстия камер устроены под западными стенками шахт. Впускные ранние катакомбы произведены в восточный и северный сектора поверхности курганов.
На дне камер встречены как одиночные, так и коллективные захоронения умерших, предварительно уложенные на подстилки или матрасы. Погребенные размещены в слабо скорченном положении на правом боку с руками, направленными к коленям. Ориентированы умершие преимущественно на юг. На черепах, костях рук и ног прослежена посыпка порошком красной охры.
Погребенных сопровождал разнообразный инвентарь – керамические сосуды, орнаментированные оттисками гребенчатых штампов и различных вдавлений, жаровни из обломков сосудов с древесным углем внутри, цилиндрические изделия из красной охры, орудия труда из кремня, бронзовые ножи и шилья, серебряные височные спиральные подвески в 2,5 – 3 оборота, роговые молоточковидные булавки, бронзовые пластинчатые подвески с грибовидным навершием, бронзовые обоймы наборных браслетов. Редкими являются серебряные и бронзовые бляхи с солярными узорами.

## Погребения эпохи средней и поздней бронзы
К этой группе отнесены впускные погребения – одно донецкой катакомбной культуры с пышно орнаментированным кубковидным сосудом, 13 позднекатакомбных захоронений, два погребения финала катакомбной культуры и 6 срубных захоронений.
Погребальные конструкции позднекатакомбных захоронений имели прямоугольные, круглые и овальные входные шахты, камеры в основном овальные. Средние размеры шахт 1,5 х 1 м, камер – 1,7 – 1,3 м. Глубина дна камер от уровня впуска с поверхности кургана около 2 м. Входные отверстия камер закрыты вертикальными заслонами из каменных плит и деревянных плах. Изредка встречены погребения в простых ямах. В двух случаях круглые входные шахты имели небольшие диаметры, а погребенные в камерах находились в вытянутом положении, что соответствуют ингульской катакомбной традиции.
Умершие размещены в скорченном положении на правом боку с руками, направленными к коленям. Иногда правая рука вытянута вдоль туловища, левая согнута в локте и уложена поперек корпуса. Ориентация неустойчивая. В некоторых случаях на скелетах прослежены пятна порошка красной охры, а около умерших – древесные угольки. В инвентаре преобладают керамические сосуды разнообразной формы – высокошейные и короткошейные с выпуклыми боковинами и стройным туловом, бесшейные реповидной формы, чашеобразные. Керамика декорирована оттисками веревочки и штампов, налепными валиками, наколами.
Два погребения финала катакомбной культуры (раннего этапа культуры многоваликовой керамики) совершены в овальных ямах, ориентированных по линии восток – запад. Один умерший уложен в скорченном положении на правом боку под каменным закладом и ориентирован на запад, другой – на левом боку с восточной ориентировкой.
Погребения срубной культурно-исторической общности находились в сильно скорченном положении на левом боку с кистями рук у лица. Преобладала северо-восточная ориентировка. Встречены сосуды баночной формы и бронзовые овальные височные подвески.